# Anolis kreutzi
Anolis kreutzi — вид ігуаноподібних ящірок родини анолісових (Dactyloidae). Ендемік Гондурасу.

## Поширення і екологія
Anolis kreutzi відомі з типової місцевості, розташованої в заповіднику Тексігуат в горах Номбре-де-Діос на кордоні департаментів Йоро і Атлантида. Вони живуть на узліссях хмарних лісів, на висоті від 1030 до 1690 м над рівнем моря.

## Збереження
МСОП класифікує цей вид як такий, що перебуває на межі зникнення. Anolis kreutzi загрожує знищення природного середовища.